# As A person
《as A person》為日本女歌手華原朋美的第14張單曲。

## 說明
- 與小室哲哉破局後，挾帶著種種騷動與休養，睽違約9個月的復出曲。
- 脫離小室製作後的第一張單曲作品。經紀公司也從小室家族移籍至尾木製作。
- 第一次華原本人單獨作詞，以作為寫給前製作人兼戀人小室的歌曲成為話題。
- 發售前6個月於靜岡縣御殿場市的騎馬俱樂部「Arcadia」騎著白馬登場。雖然出席了復出見面會，但華原本人表示當時明顯是不完全的狀態，只回復了原先30%程度的自我，在電視上亦是以慘不忍睹且暴肥的狀態復出。

## 收錄歌曲
作詞：華原朋美。作曲：菊池一仁。編曲：明石昌夫
1. as A person
2. as A person [Version N]
3. as A person [instrumental]
4. as A person [Version N / instrumental]